# Staatsfeind Nr. 1
Staatsfeind Nr. 1 ist das dritte Soloalbum des Berliner Rappers Bushido. Es wurde am 4. November 2005 über Bushidos Label ersguterjunge veröffentlicht und ist das zweite Soloalbum des Rappers seit seinem Weggang von Aggro Berlin und das erste seit der Trennung von seinem langjährigen Produzenten DJ Ilan. Für den Großteil der Produktionen des Albums zeichnete das Produzenten-Duo Beatlefield Productions verantwortlich, in deren Studio in Linz der Hauptteil der Aufnahmen des Albums stattfand. Bushido war zuvor in Linz wegen des Verdachtes schwerer Körperverletzung in Untersuchungshaft genommen worden und durfte anschließend bis zum Prozesstag, der auf das Veröffentlichungsdatum des Albums fiel, Österreich nicht verlassen. Staatsfeind Nr. 1 erreichte in Deutschland Platz vier der Albumcharts und wurde 2006 für über 100.000 abgesetzte Einheiten mit einer Goldenen Schallplatte ausgezeichnet.

## Hintergrund
Mit seinem Vorgängeralbum Electro Ghetto war Bushido auf Platz 6 der deutschen Albumcharts eingestiegen. Gleichzeitig waren seine Liedtexte, ebenso wie die anderer erfolgreicher Rapper wie Sido und Fler, ob ihrer mutmaßlichen erhöhten Gewaltdarstellung Teil eines öffentlichen Diskurses und entsprechend mitunter schwer kritisiert worden. Bushidos vorherige Veröffentlichungen King of Kingz und Vom Bordstein bis zur Skyline waren 2005 ebenso wie die unter seiner Beteiligung entstandenen Labelsampler seines ehemaligen Arbeitgebers Aggro Berlin Aggro Ansage Nr. 2 und Aggro Ansage Nr. 3 von der Bundesprüfstelle für jugendgefährdende Medien indiziert worden. Den Albumtitel Staatsfeind Nr. 1 wollte Bushido eigenen Angaben zufolge zwar nicht als Ausdruck eigener Differenzen mit dem deutschen Rechtsstaat verstanden wissen, trotzdem betonte der Rapper mehrfach das „staatsfeindmäßig[e]“ Gefühl „sich überall erklären zu müssen“ zu haben und sich ob der zunehmenden Kritik gegen seine Person an den Rand der Gesellschaft gedrängt zu sehen.
Im August 2005 wurde Bushido wegen Verdacht der schweren Körperverletzung in Linz verhaftet, da ihm vorgeworfen wurde, gemeinsam mit zwei Leibwächtern einen 20-jährigen Österreicher verprügelt zu haben. Erst gegen Zahlung einer Kaution in Höhe von 100.000 Euro wurde Bushido etwas mehr als zwei Wochen später wieder freigelassen, musste sich jedoch bis zur Verhandlung weiterhin in Österreich aufhalten. Nach Angaben Bushidos handelte es sich dabei um die höchste Kaution in der Geschichte der Stadt Linz. Gleichzeitig befand sich Bushido, der sich im selben Jahr von seinem langjährigen Produzenten DJ Ilan getrennt hatte auf der Suche nach einem neuen Produzenten und war bereits im Rahmen seiner Electro Ghetto Tour auf das Linzer Produzenten-Duo Beatlefield, bestehend aus Chakuza und DJ Stickle, aufmerksam geworden. Nach seiner Entlassung aus dem Gefängnis begann Bushido, der in diesem Zusammenhang auch zeitweilig bei Chakuza wohnte, deshalb gemeinsam mit diesem die Arbeit an Staatsfeind Nr. 1. Sowohl Chakuza als auch DJ Stickle wurden daraufhin von Bushido bei dessen Plattenfirma ersguterjunge unter Vertrag genommen. Am 4. November 2005, gleichzeitig dem Veröffentlichungsdatum des Albums, wurde stellte das Landesgericht Linz das gegen Bushido laufende Verfahren gegen Zahlung einer Geldbuße in Höhe von 20.000 Euro ein.

## Entstehung
Der Entstehungsprozess des Albums war maßgeblich von Bushidos Gerichtsverfahren in Linz geprägt. Da es Bushido nicht erlaubt war, Österreich zu verlassen, wurde der Großteil von Staatsfeind Nr. 1 in den Beatlefield Studios in Linz geschrieben und aufgenommen. Auch die meisten der mit Gastauftritten auf dem Album vertretenen Künstler, wie etwa die Sängerin Cassandra Steen mussten zur Aufnahme ihrer Beiträge nach Linz reisen. Ein Gastauftritt des auf Electro Ghetto noch vertretenen Rappers Azad kam deswegen etwa nicht zu Stande. Eine Ausnahme stellte in dieser Hinsicht allerdings der gemeinsam mit Godsilla aufgenommene Titel Die Stimme der Nation dar, der nach Angaben Bushidos auf Tournee aufgenommen und im Tourbus geschrieben wurde.

## Titelliste
| #  | Titel                    | Gastbeiträge    | Produzent   | Länge |
| -- | ------------------------ | --------------- | ----------- | ----- |
| 1  | Intro                    |                 | Beatlefield | 1:30  |
| 2  | Waffendealer             |                 | Sti         | 3:15  |
| 3  | Der Sandmann             | Saad & Chakuza  | Beatlefield | 3:55  |
| 4  | Die Stimme der Nation    | Godsilla        | Decay       | 3:02  |
| 5  | Untergrund               | Eko Fresh       | Beatlefield | 4:10  |
| 6  | Engel                    |                 | Bushido     | 3:19  |
| 7  | Ab 18                    | Saad            | Beatlefield | 3:54  |
| 8  | Das Leben ist hart       |                 | Beatlefield | 4:17  |
| 9  | Staatsfeind Nr. 1        |                 | Beatlefield | 4:18  |
| 10 | Sieh in meine Augen      | D-Bo            | Beatlefield | 3:30  |
| 11 | Harter Brocken           | J. R. Writer    | Kingsize    | 3:31  |
| 12 | Hymne der Strasse        | Saad            | Beatlefield | 3:44  |
| 13 | Augenblick               |                 | Sti         | 4:02  |
| 14 | Endgegner                |                 | Rizbo       | 3:42  |
| 15 | Bis wir uns wiedersehen  | Cassandra Steen | Beatlefield | 3:12  |
| 16 | Wir regieren Deutschland | Billy 13 & Saad | Decay       | 3:40  |
| 17 | Mein Leben lang          | Chakuza         | Beatlefield | 4:03  |
| 18 | Der Bösewicht (Saad)     | Bushido         | Beatlefield | 3:08  |
| 19 | Outro                    |                 | Beatlefield | 1:30  |

## Inhalt
Staatsfeind Nr. 1 enthält im Verhältnis zu bis dato veröffentlichten Bushido Alben eine erhöhte Zahl an ruhigeren, melancholischeren Titeln. Zwar hatte Bushido auch zuvor bereits Lieder dieser Art, etwa die auf seinem vorherigen Solo-Album Electro Ghetto enthaltenen Titel Schmetterling und Hoffnung stirbt zuletzt, veröffentlicht, dennoch weist Staatsfeind Nr. 1 mit Engel, Sieh in meine Augen, Augenblick und Bis wir uns wiedersehen, auf welchem Bushido wie schon bei Hoffnung stirbt verletzt erneut von der Glashaus-Sängerin Cassandra Steen begleitet wird, eine erhöhte Dichte an weicheren Titel auf.
Wie in vorherigen Veröffentlichung des Rappers sind demgegenüber aber auch weiterhin die Vielzahl der Musikstücke dem Genre des Battle-Raps zuzuordnen. Das gilt etwa für die Titel Endgegner oder das Lied Harter Brocken, auf dem der Dipset-Rapper J. R. Writer mit einem 47-sekündigen Part vertreten ist.
In Interview betonte Bushido, dass er bewusst den Eindrücken seines gerade zurückliegenden Gefängnisaufenthalts keinen zu großen Rahmen auf dem Album habe bieten wollen. Trotzdem wird auch dieser stellenweise, etwa im Lied Untergrund, thematisiert.

## Produktion
Insgesamt waren sechs Produzenten an der Produktion des Albums beteiligt. Der größte Teil der Beats wurde vom Produzenten-Duo Beatlefield produziert. Sie produzierten die Tracks Mein Leben lang, Hymne der Straße, Untergrund, Ab 18, Das Leben ist hart, Der Bösewicht, Sieh in meine Augen, Staatsfeind Nr. 1 und Bis wir uns wiedersehen. Sti, welcher bei Azads Label Bozz Music als Hausproduzent unter Vertrag steht, produzierte die Tracks Waffendealer und Augenblick. Ebenfalls zwei Tracks wurden von Decay produziert, nämlich Die Stimme der Nation und Wir regieren Deutschland. Kingsize, welcher bei Eko Freshs Label German Dream unter Vertrag steht produzierte den Track Harter Brocken. Bushido selbst ist für die musikalische Untermalung von Engel verantwortlich. Der Track Endgegner wurde von Selfmade Records Produzent Rizbo produziert.

## Gastauftritte
Als Features treten die ersguterjunge-Rapper Baba Saad, D-Bo, Billy 13 & Chakuza, sowie die Sängerin Cassandra Steen, Eko Fresh, I-Luv-Money-Records-Mitglied Godsilla und Diplomats-Rapper J. R. Writer auf.

## Illustration
Das Cover zeigt Bushido, mit dem Rücken zum Betrachter, wie er sich mit ausgestreckten Armen in einer weißen Ecke anlehnt. An der linken Wand ist der Albumtitel und an der rechten Wand sein Logo, das japanisch anmutende „B“, angesprüht. Für die Fotografien zeichnet Kasskara verantwortlich. Die Gestaltung stammt von Dirk Rudolph.

## Vermarktung

### Singles
Zwei Lieder des Albums wurden als Singles ausgekoppelt. Diese sind Endgegner, welche am 21. Oktober 2005 erschien, und Augenblick. Zu beiden Tracks wurden Videos gedreht. Das Video zu Endgegner schaffte es auf Platz 1 der deutschen TRL Most Wanted. Auf der Single zu Endgegner sind der Track Staatsfeind Nr. 1, sowie zwei Remixe von Kingsize & Sti desselben Tracks, Endgegner und die Instrumental-Version des Liedes zu finden. Die am 23. Dezember 2005 erschienene Nachfolgesingle Augenblick, die von Bozz Music-Produzent Sti produziert wurde, beinhaltet drei Versionen des Songs und zwei Bonustracks, die von Saad (Ich halte die Stellung) und Chakuza (Rede nicht) beigesteuert wurden. Endgegner erreichte Platz 13 der deutschen Single-Charts und blieb insgesamt 13 Wochen in den Top 100.

### Tourneen
Im November 2005, unmittelbar nach Veröffentlichung des Albums, spielte Bushido in den deutschen Städten Berlin, Hamburg, Zwickau, Köln und München eine Clubtour mit dem Titel Gegen Kaution auf Tour 2005. Die Betitelung fand in Anlehnung an seinen Gefängnisaufenthalt in Österreich statt. Im Januar und Februar 2006 folgte die breiter angelegtere Staatsfeind Nr. 1 Tour mit insgesamt 24 Konzerten in Deutschland und Österreich. Das im Rahmen dessen am 27. Januar 2006 in der Berliner Columbiahalle abgehaltene Konzert wurde 2006 unter dem Titel Deutschland, gib mir ein Mic! als Live-Album veröffentlicht.

## Rezeption

### Kommerzieller Erfolg
Staatsfeind Nr. 1 stieg am 18. November 2005 auf Platz 4 in die deutschen Albumcharts ein und blieb insgesamt 18 Wochen in den Top 100. In Österreich stieg das Album auf Platz 13 in die Albumcharts ein und hielt sich anschließend für vier aufeinanderfolgende Wochen in diesen. Am 13. Januar 2006 gelang dem Album auf der Wiedereinstieg auf Rang 75, wo es sich auch in der folgenden Woche platzierte, ehe es am 27. Januar 2006 auf Platz 67 seine letztmalige Chartplatzierung in Österreich verzeichnete. In der Schweiz stieg das Album auf Platz 32 ein und hielt sich insgesamt 3 Wochen in den Top 100.
Für Staatsfeind Nr. 1 erhielt Bushido, wie bereits für das Vorgängeralbum Electro Ghetto, in Deutschland eine Goldene Schallplatte für mehr als 100.000 verkaufte Exemplare.

### Kritiken
| Professionelle Bewertungen | Professionelle Bewertungen |
| -------------------------- | -------------------------- |
| Kritiken                   |                            |
| Quelle                     | Bewertung                  |
| Laut                       | [ 14 ]                     |
| Allmusic                   | [ 15 ]                     |
| hiphop.de                  | [ 16 ]                     |
| hip-hop.de                 | [ 17 ]                     |

Das Online-Magazin laut.de bewertete Staatsfeind Nr. 1 mit 3 von 5 möglichen Sternen. Redakteur Philipp Gässlein hob dabei besonders die Produktion von Beatlefield und die Gastbeiträge Chakuzas positiv hervor. Als Highlight des Albums wurde das gemeinsam mit Cassandra Steen aufgenommene Lied Bis wir uns wiedersehen genannt, der als „vielleicht beste[n] Track in der Karriere des Berliners“ genannt wird. Auch sonst wurden vor allem „deepe Songs“ wie Augenblick und Sieh In Meine Augen, aber auch ausgewählte härtere Titel wie Waffendealer, Das Leben ist hart, Endgegner und Hymne der Straße für gut befunden. Gleichzeitig sei eine höhere Einstufung des Albums aber verhindert worden „durch brachiale Ausrutscher[, die] den positiven Gesamteindruck nachhaltig schmälern“. Neben dem Eko-Fresh-Feature Untergrund wurden in dieser Hinsicht vor allem, die Titel Ab 18 und Harter Brocken genannt. Über die beiden letztgenannten Titel urteilte Gässlein: „Die Reime wirken derartig nach Bauplan gestrickt, dass man es wirklich nicht ignorieren kann.“